# Porto Real
Porto Real est une municipalité brésilienne de l'État de Rio de Janeiro et la microrégion de la Vallée de la Paraíba Fluminense.